# Rita Akosua Dickson
 (juillet 2024).
Pour les articles homonymes, voir Dickson.
Rita Akosua Dickson née le 1er août 1970 est une phytochimiste ghanéenne et la première femme vice-chancelière de l'Université des sciences et technologies Kwame-Nkrumah,,,.

## Biographie
Elle fréquente l'école secondaire St. Monica à Mampong-Ashanti où elle étudie pour ses examens de niveau ordinaire du GCE et plus tard le lycée pour filles Wesley à Cape Coast, pour ses examens de niveau avancé du GCE. Diplômée de l'université des sciences et technologies Kwame Nkrumah avec un baccalauréat en pharmacie en 1994 et elle obtient un MPharm dans la même université en pharmacognosie en 1999,,. Elle obtient son doctorat. en pharmacologie du King's College de Londres en 2007.

## Parcours professionnel
Dickson commence sa carrière en tant que chargée de cours à l'université des sciences et technologies Kwame Nkrumah en 2000. Après être partie continuer ses études au Royaume-Uni, elle revient au Ghana en 2007 et continue à enseigner à l'université des sciences et technologies Kwame Nkrumah. En 2009, elle devient maître de conférences puis professeure associée en 2014. En septembre 2018, nommée vice-chancelière adjointe de l'Université des sciences et technologies Kwame-Nkrumah, ce qui fait d'elle la première femme à occuper ce poste,. Avant sa nomination au poste de vice-chancelière adjointe, elle est doyenne de la faculté de pharmacie et des sciences pharmaceutiques,. Dickson est actuellement membre du conseil d'administration du Pharmacy Council et de la Pharmaceutical Society of Ghana,,. Le 25 juin 2020, l'Université des sciences et technologies Kwame-Nkrumah annonce sa nomination en tant que première femme vice-chancelière de l'université à partir du 1er août 2020 pour un mandat de quatre ans.
En tant que phytochimiste, elle se consacre à l’étude des produits naturels bioactifs pour la gestion des maladies transmissibles et non transmissibles.

## Recherches
Les recherches de Dickson se concentrent principalement sur les produits dérivés de plantes ghanéennes, en mettant l'accent sur ceux qui possèdent des propriétés anti-infectieuses, cicatrisantes, anti-inflammatoires, antipyrétiques et antidiabétiques, en se basant sur leur utilisation ethnopharmacologique.

## Vie privée
Elle est l'épouse de Nana Dickson et mère de quatre enfants. Elle est chrétienne et membre de l'église Grace Baptist Church, Amakom à Kumasi.

## Distinction
Dickson reçoit une bourse du Commonwealth pour un doctorat au Kings College, Université de Londres, Royaume-Uni en 2003.